# Bhang (gastronomia)
Il bhang (in hindī भांग ovvero "cannabis") è una bevanda indiana a base di cannabis, miele e spezie.

## Storia
Il bhang veniva bevuto già da prima del 1000 d.C., all'epoca dell'India antica, per accompagnare altri cibi e bevande.
Nel suo Colóquios dos simples e drogas da India (1563), Garcia de Orta, un medico ebreo portoghese stanziato a Goa, dedicò ampio spazio al bangue e descrisse l'uso ricreativo che ne facevano il sultano Bahadur Shah del Gujarat e molti portoghesi giunti in India. L'autore rifiuta esplicitamente l'idea che la pianta indiana da cui si ricava il bangue sia la stessa della pianta di canapa europea (alcanave).
Nel 1596, l'olandese Jan Huygen van Linschoten scrisse tre pagine sul bangue in un'opera che documentava i suoi viaggi in Oriente, menzionando anche l'hashish egiziano, il boza e il bernavi turchi e il bursj arabo. Nonostante questi resoconti, lo storico contemporaneo Richard Davenport-Hines afferma che il primo occidentale a documentare l'uso del bhang fu Thomas Bowrey, un avventuriero britannico vissuto fra il diciassettesimo e il diciottesimo secolo.
Oggi il bhang è reperibile in molti punti vendita dell'India, ove si possono anche acquistare varianti come il bhang lassi e il bhang thandai, e viene consumato durante le celebrazioni primaverili dell'Holi.

## Legalità
La convenzione unica sugli stupefacenti del 1961 fu il primo trattato internazionale ad aver menzionato la cannabis (o la marijuana) insieme ad altre droghe pesanti e impose un divieto generale sulla loro produzione e fornitura, tranne per scopi medicinali e di ricerca. Tuttavia, dal momento che il bhang ha da sempre svolto un ruolo importante nella cultura e nelle pratiche spirituali dell'India, ciò impedì di criminalizzare del tutto la droga con cui si prepara la celebre bevanda. Oggi la coltivazione della marijuana viene regolata dal governo mentre la canapa industriale rimane legale in Uttarakhand.